# خوسيه دي سانتياغو كونشا
خوسيه دي سانتياغو كونشا هو عسكري وسياسي إسباني وبيروفي، ولد في 30 أكتوبر 1667 في إسبانيا، وتوفي في 9 مايو 1741 في ليما في بيرو. انتخب oidor of the Royal Audiencia of Lima ‏.